# ContoTV
ContoTV è stata una piattaforma televisiva disponibile sulla televisione digitale terrestre e digitale satellitare, con base a Cascina. La piattaforma è stata a pagamento, destinata al mercato italiano, offerta dall'azienda ContoTV.
Il sistema di Accesso Condizionato utilizzato da ContoTV è stato Conax. Uno dei canali televisivi della piattaforma, ContoTV 1, è stato disponibile anche per la televisione digitale terrestre in alcune aree geografiche d'Italia.

## Storia
L'11 aprile 2003 nasce il canale televisivo gratuito Superpippa Channel di proprietà della Edi on Web, caratterizzato da una programmazione a contenuto erotico. Nel luglio 2004, in seguito alle segnalazioni di varie associazioni e all'intervento dell'Authority, Superpippa Channel è costretta ad abbandonare le trasmissioni. Poco dopo l'emittente cambia denominazione in ContoTV e si propone come emittente a pagamento.
L'emittente produce e realizza in proprio una serie di programmi dal taglio innovativo come Passaggio a livello, talk show dai contenuti giornalistici girato con uno studio smontabile davanti alle sbarre, per l'appunto, di un passaggio a livello (sedie, tavolini e microfoni sparivano e riapparivano in un attimo grazie al lavoro del team). Di notevole taglio dissacratorio anche la classifica dei personaggi più odiati della televisione, votati dalla gente fermata in strada, con le esilaranti motivazioni delle candidature. Altri programmi riguardavano la musica, i mercatini e il mondo dei cortometraggi. Alcune trasmissioni, anche se annunciate, non hanno mai visto la luce (Vox Populi, The Hitch). Nella stagione 2004-2005 l'emittente arrivò a ottenere un buon seguito di pubblico, grazie alle idee dei produttori e alla bravura dei volti che conducevano le trasmissioni (Stefania Rossi, Lavinia Sarchi, Fabrizio Salvetti, Michela Bruciapaglia). Naturalmente erano presenti anche contenuti erotici: tra questi, erano molto seguite le lezioni di inglese tenute dalle pornostar.
La squadra di lavoro di ContoTV era composta perlopiù da donne, capitanate dal patron Marco Crispino e dal suo socio Carmine Massimiliano Lobello.
Nel 2007, con la trasmissione delle dirette calcistiche della Fiorentina e altre squadre di serie minori, ContoTV emerge ancora una volta. In particolare, per la stagione 2007-2008 e 2008-2009, ContoTV acquista i diritti di trasmissione di alcuni eventi calcistici come partite di Coppa UEFA, Serie B, Serie C1, preliminari di UEFA Champions League, gare di qualificazione al campionato d'Europa 2008 e i primi quattro turni di Coppa Italia, balzando così agli onori della cronaca. Nella stagione 2009-2010 ContoTV attira l'attenzione su se stessa per le sue battaglie regolamentari o giudiziarie contro la Lega Calcio e Sky Italia.
A seguito di un'ordinanza emessa dal Tribunale di Milano nell'agosto 2013, viene legittimata la sospensione della fornitura dei servizi tecnici attuata da Sky, a causa dei gravi e reiterati inadempimenti di ContoTV. Le reti del'emittente cessano pertanto di trasmettere.
A tutt'oggi, Marco Crispino ha fondato Baby Out, un'azienda che si occupa di app per bambini e rinnega l'esperienza erotica di ContoTV.

## Servizi televisivi passati
La piattaforma ContoTV offriva sei canali televisivi (uno gratuito, cinque a pagamento, più uno per le sole promozioni) attivabili sia in pay TV che in pay per view e trasmessi via satellite tramite la flotta Eutelsat. Le emittenti erano sintonizzabili sia con un decoder satellitare qualunque fornito della smart card ContoTV sia con gli stessi decoder e smart card di Sky.

### Canali gratuiti
- ContoTV 5
- ContoTV (solo promozioni)
- JusticeTV

### Canali a pagamento
- ContoTV 1 (numerazione 981 di Sky)
- ContoTV 2 (numerazione 982 di Sky)
- ContoTV 3
- ContoTV 4
- ContoTV 5
- ContoTV Premium

## Programmazione passata

### Conto Tv 1
- dalle 7 alle 23 - eventi sportivi in pay per view
- dalle 23 alle 7 - programmi per adulti attraverso l'offerta "Superpippa Channel"

### Conto Tv 2
- dalle 7 alle 23 - programmi per adulti attraverso l'offerta "LUX"
- dalle 23 alle 7 - programmi per adulti generi trasgressivi attraverso l'offerta "SIN"

### Conto Tv 3
- dalle 7 alle 23 - messaggi autopromozionali in chiaro o eventi sportivi in pay per view
- dalle 23 alle 7 - Programmazione per adulti denominata "Pay per Wide"

### Conto Tv 4
- dalle 7 alle 23 - programmi di fitness, salute e benessere: "Wellness@Home"

### Conto Tv 5
- programmazione sconosciuta

### JusticeTV
- canale in chiaro di informazione Giuridica partito i primi di dicembre 2010

Gli eventi sportivi di cui Conto Tv acquistava i diritti venivano trasmessi in pay per view su Conto Tv 1 e in caso di più eventi in contemporanea, anche su Conto Tv 3.